# Věžový vodojem v zámeckém parku Sychrov
Věžový vodojem v zámeckém parku Sychrov je vodárenská věž v severní části anglického zámeckého parku v blízkosti oranžérie v katastrálním území Radostín u Sychrova v okrese Liberec. Je součásti národní kulturní památky zámku Sychrov.

## Historie
Součástí vodovodního systému na sychrovském zámku byl věžový vodojem, který byl postaven v roce 1891 v anglickém parku založeným knížetem Kamilem Rohanem. Autorem stavby je uváděn stavitel František Wordren. Stavba byla zahájena v roce 1852 pod vedením Josefa Pruvota. Kamenické práce vedl mistr Vincenc Smolík a truhlářské práce Jan König. Rohanské železárny v Jesenném dodávaly kovolitecké výrobky. Vodovod fungoval ještě v roce 1948, ale byl v dezolátním stavu.

## Vodovod
Vodovodní systém se skládal ze studny na nádvoří hluboké 25 m, 150 m dlouhého spojovacího potrubí k akumulační nádrži a čerpací stanice. Voda byla čerpána z řeky Mohelky čerpací stanicí, která byla postavena pod zámkem z lomového kamene na půdorysu obdélníku o rozměrech 10,2 × 7,9 m. Trojčité plunžrové čerpadlo bylo poháněno Girardovou turbínou o výkonu 1,5–2 HP. Voda, která byla čerpána do věžového vodojem a nádrže ve věži o objemu 25 m³, překonávala výškový rozdíl 90 m.
Rozvod vody v parku k vodním prvkům zabezpečoval věžový vodojem, který byl postaven v roce 1891 v parku nedaleko severního průčelí oranžérie. Vodárenská věž vysoká 24 m je postavena na kruhovém půdorysu z režného lomového zdiva v novogotickém stylu s historizujícími prvky. Ke vstupu na jihozápadní straně vede jednoramenné schodiště s parapety na horní části zdobené koulemi. Vstupní portál je ukončen lomeným obloukem. Nad portálem je pásová římsa, která dělí první nadzemní patro od druhého nadzemního patra, ve kterém jsou prolomena na čtyřech stranách sdružená lomená okna v kamenné šambráně. Na korunní římse tvořené krakorci je posazena vlastní akumulační nádrž, která je obezděna režným cihlovým zdivem. Obezdívka je členěná slepými arkádami a úzkými štěrbinovými lomenými otvory. Věž je ukončena jehlanovou střechou krytou měděným plechem a ukončená dřevěnou polygonální lucernou ukončenou jehlovou střechou s korouhví.